# Frontière entre la France et Maurice
La frontière entre la France et Maurice est une frontière maritime, délimitant les zones économiques exclusives de ces deux pays. Elle est partiellement déterminée par traité et s'étend à l'est de La Réunion et à l'ouest de l'île Maurice.

## Généralités
Les frontières maritimes entre les territoires français et mauriciens sont définies par la convention de délimitation signée en 1980 par les deux pays. Le traité est signé à Paris le 2 avril 1980 et entre en effet lors de cette signature.
L'île Tromelin étant revendiquée par les deux pays, le traité ne définit pas la frontière au voisinage de cette île.

## Délimitation
La première frontière établie par le traité de délimitation sépare les îles de la Réunion, à l'ouest, et Maurice, à l'est, selon une approximation de la ligne équidistante des deux territoires. L'extrémité nord-ouest de la frontière est située au point équidistant des îles Maurice, de la Réunion et Tromelin, à 153 milles marins de chacune des îles (283 km) ; la frontière se dirige ensuite globalement vers le sud-sud-est.
La frontière consiste en 6 segments de ligne loxodromique définis par 7 points distincts :
- P1 : 18° 17′ 11″ S, 55° 30′ 20″ E
- P2 : 19° 00′ 49″ S, 55° 50′ 45″ E
- P3 : 20° 04′ 57″ S, 56° 17′ 39″ E
- P4 : 20° 35′ 55″ S, 56° 27′ 44″ E
- P5 : 21° 18′ 19″ S, 56° 50′ 09″ E
- P6 : 22° 00′ 32″ S, 57° 14′ 40″ E
- P7 : 23° 48′ 05″ S, 58° 14′ 23″ E

Au total, la frontière s'étire sur environ 675,6 km, soit 364,8 milles marins.